# De Bult (Westerwolde)
De Bult is een buurtje bij Oudeschans in de gemeente Westerwolde in het oosten van de provincie Groningen. Het ligt iets ten noordoosten van Oudeschans op de plek waar de Westerwoldse Aa samenvloeit met de Pekel A. Het bestaat uit enkele woningen, een veeteeltbedrijf en een grootschalige geitenfokkerij.
De naam verwijst naar een wierde (bult), een vluchtheuvel voor het vee dat op de kwelders langs de Westerwoldse Aa bij Ulsda graasde. Ook aan de overzijde van de rivier bij Nieuweschans (toen nog Lange Akkeren of Lietsland geheten bevonden zich meerdere van zulke vluchtheuvels die werden gebruikt door de inwoners van Bunde, Boen, Wymeer en Hamdijk, Door het hergraven van de Pekel A in 1596 werd De Bult afgesneden van Ulsda en kwam de wierde op een landpunt te liggen. De hoge kwelders of Uiterdijken aan beide zijden van de Pekel A werden vervolgens bedijkt door de ingelanden van Beerta , Blijham en Bellingwolde. De Bult bleef echter buitendijks aan het einde van de vaargeul liggen, omdat de stad Groningen, als eigenaar van Ulsda, dit gebied tot haar bezittingen rekende. Het kerspel Beerta maakte tevergeefs bezwaar tegen de Groningse claims. Groningse pogingen om in het begin van de 17e eeuw een groter deel van de kwelder in bezit te nemen, strandden echter.
Om het scheepvaartverkeer op de Pekel A te vergemakkelijken werd in 1636 in de nieuwe vaargeul een schutsluis of verlaat gelegd, vlak voor de plek waar deze rivier samenstroomde met de Westerwoldse Aa. Deze buitendijkse sluis werd het Verlaat bij de Ulsda of op De Bult genoemd. De naam Bultsterverlaat dateert pas uit het einde van de 18e eeuw. De aanleg werd gefinancierd door de ondernemer Feike Clock en maakte deel uit van diens ontginningsplannen in Pekela. Later kwam het tot spanningen rond de bediening van de vernieuwde sluis. Clock gaf in 1645 leiding aan een schippersoproer, waarbij de sluisdeuren werden weggenomen.
Pas in 1657 kwam De Bult binnendijks te liggen door de aanleg van de Schanskerdijk en de Oudezijl bij Nieuweschans. Vanaf dat moment werd het gebied ook feitelijk bewoonbaar.
Bij het verlaat bevond zich een  verlaatshuis dat als woning voor de verlaatsmeester diende. In 1696 liet de stad Groningen er een tolhek plaatsen. Bij de sluis liet de Stad tevens een brug over de Westerwoldse Aa bouwen, die het trekpad aan de zuidkant van de Pekel A verbond met het trekpad naar Nieuweschans. Omstreeks 1760 lag hier uitsluitend een looptil, later werd een draaibrug gebouwd.
De naam De Bult komt voor op een gedrukte kaart uit 1672. Ten tijde van de Münsterse inval in dat jaar werd hier een schans gebouwd. In 1684 werd in Beerta voor het eerst een kindje uit dit gehucht gedoopt; de vader woonde op de Bulte en had in 1678 kerkelijke belijdenis in Oudeschans gedaan en werd in 1696 door de stad Groningen bij 'de Bulte' aangesteld als tolgaarder. Ook later rekenden de inwoners zich vermoedelijk tot Oudeschans.
In de hoogtijdagen van de scheepvaart was De Bult een nederzetting vol bedrijvigheid. Er bevond zich een halteplaats voor het snikveer, een herberg annex tolhuis (vanaf 1696) met de nodige beplanting eromheen. In 1723 werd een pelmolen gebouwd, die tot 1905 in werking bleef en vervolgens werd gesloopt. In 1905 werd ook het oude verlaatshuis gesloopt. De sluis is omstreeks 1990 vervangen door een stuw, waarnaast een kleinere schutsluis is gebouwd.
Tussen De Bult en Winschoterzijl lag het gehucht Draaijerij, dat op de kaart uit 1672 voorkomt als Dreyers Bult.

## Bultena
De familienaam Bultena verwijst naar een geslacht van verlaatsmeesters uit De Bult, nakomelingen van.koopman Isebrand Meertens, die zich in 1766 Bultena noemde. De achternaam werd echter in 1811 ook aangenomen door personen die een lichaamsgebrek hadden.